# Saldo
Il saldo, in ragioneria ed in generale nel campo dell'economia, è l'eccedenza che risulta, all'interno di un libro mastro, dopo avere effettuato la somma algebrica delle due componenti del conto. 
Esso può indicare la quantità di moneta da dare o da ricevere in relazione al soggetto cui tale conto è imputato.
Un conto è infatti composto di due sezioni contrapposte, denominate dare/+ e avere/-: il saldo consiste nella differenza che sussiste fra la somma dei valori iscritti in ognuna delle due sezioni.